# Даргінський похід (1845)

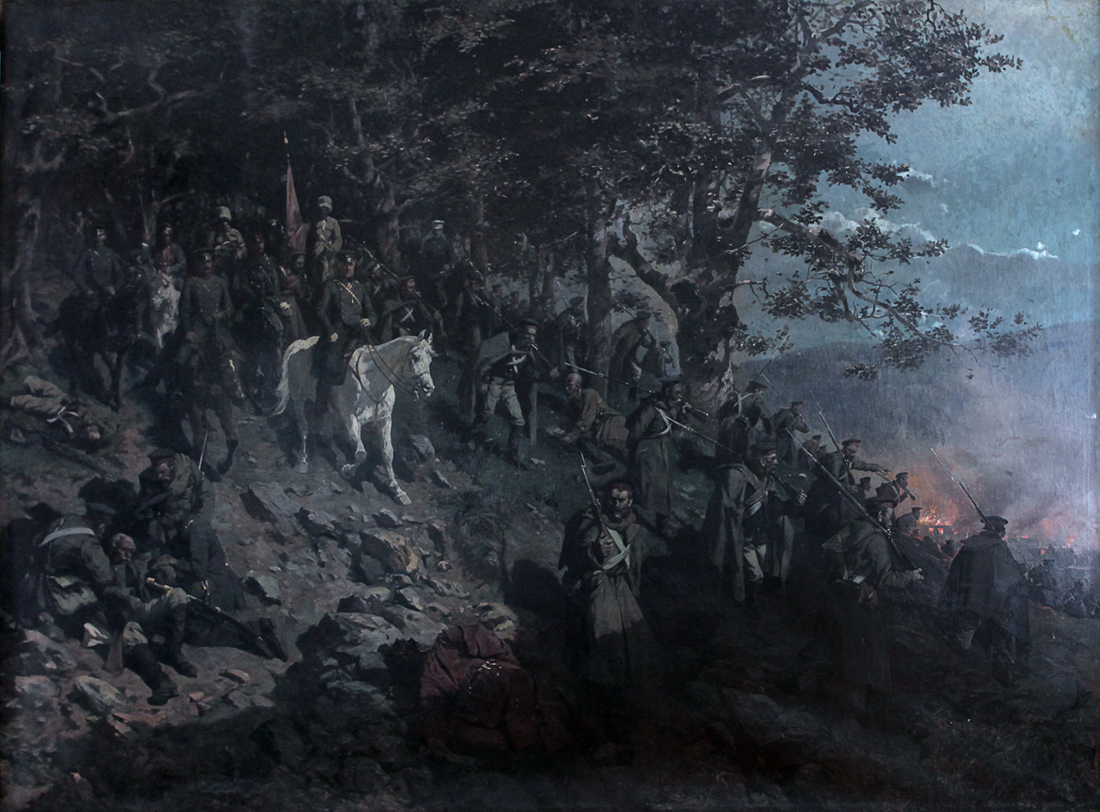
Франц Рубо Взяття аулу Дарго 6 липня 1845 року

Даргінський похід, даргінська експедиція — невдалий похід російських військ під командуванням графа М. С. Воронцова влітку 1845 року на південь Чечні з метою захоплення столиці Імамату Дарго, під час російсько-кавказької війни 1817—1864 років.

## Підготування

### Російські війська
В грудні 1844 року імператор Микола І затвердив план захопити Дарго. Виконуючи розпорядження імператора, «розбити буде можна, скупчення Шаміля, проникнути в центр його володіння. В ньому затвердитись», новий намісник Кавказу М. С. Воронцов на початку 1845 року почав військову експедицію з метою захопити столицю Імамату.
Для розгрому військ противника Воронцов сформував 5 загонів: Чеченський (командувач генерал Лідерс), Дагестанський (князь Бебутов), Самурський (князь Аргутинський — Долгоруков), Лезгінський (генерал Шворло) та Назранівський (генерал П. П. Нєстєров). Чеченський та Дагестанський загони — 8 тисяч піхоти, 1200 кавалеристів, 22 гармати мали наступати на Дарго, інші — відволікати своїми діями частину горців на периферії щоб не дати Шамілю зібрати свої сили в один кулак. Вважалося що військо Шаміля тим самим буде розкидано на великій території, позбавлене загального керування і знищене одночасними діями різних колон російських військ.
Головні сили були розподілені наступним чином :
Авангард- під командуванням генерал — майора Бєляєвського: 1 батальйон Литовського Єгерського полку, 2 батальйон Єгерського полку під ком. князя Чернишова, 4 гармати гірської батареї, рота 5 саперного батальйону та сотня Кавказького козачого Лінійного полку.
Права обхідна колона — під командуванням полковника барона Меллера-Закомельського: батальйони Курінського полку, 6 рот цього полку, взвод Кавказького стрілецького батальйону, 2 дружина грузинської пішої міліції.
Ліва обхідна колона — 1 батальйон Кабардинського полку, взвод Кавказького стрілецького батальйону, 1 дружина грузинської пішої міліції.
Головні сили — під командуванням генерала Клюге фон Клугенау загін 3 -ї роти 5 саперного батальйону, 2 роти Кавказького стрілецького батальйону, 3 та 4 батальйони Навагінського піхотного полку, 3 батальйон Люблінського єгерського полку, 2 гармати легкої артилерії 20 артилерійської бригади, 6 гірських гармат.
Арьєргард — під командуванням генерал-майора Лабінцева: 2 батальйон Замосцького єгерського полку, 3 батальйон Апшеронського піхотного полку, 4 гармати, козаки лінійних полків Гребенського, Моздоцького, Кубанського, кінні міліції Грузинська, Осетинська, Кабардинська, Дагорська та Енемінська що слідували авангардом під керівництвом генерал-майора Бєзобразова щоб зайняти місце зліва від загону з метою переслідування противника по зручній місцевості.
Всього в наступі на Дарго у складі колони перебували 10 батальйонів, 4 саперні роти, 3 стрілецькі, 2 дружини грузинської пішої міліції, 4 сотні козаків, 9 сотень кінної міліції, 2 легких гармати, 14 гірських гармат. Всього було 7490 піхотинців, 1218 кавалеристів та 342 артилериста.
Загальне число російських військ після з'єднання з дагестанською колоною в Гертмі досягло 18000 при 48 гарматах. У їх складі крім 21 батальйону піхоти були 16 сотень Сунженських та Гребенських козаків, 4 саперні роти та тубільна кінна міліція (тушинці) чисельністю 1000 чоловік.
При військах мала перебувати шестиденна порція провіанту, до 4000 артилерійських зарядів, 60000 патронів та близько 5000 кавалерійських, артилерійських і транспортних коней.

### Армія Імамату
Отримавши свідчення про підготовку походу горці провели мобілізацію військ.
Андійські загони під командуванням Лабазана (Рамадана) Андійського чисельністю 6000 чоловік. Активної участі не приймали через невдоволення тактикою випаленої землі, яку проводив Шаміль, але на деякий час стримали наступ, дозволивши чеченцям мобілізувати свої сили.
Чеченські загони об'єднані під загальним командуванням Суаіба Ерсеноєвського, Іси Гендергеноєвського та Талхіга Шалінського. Ймовірна чисельність 4260 чоловік з 9 наібств (Гехі, Шалі, Аух, Нанха, Мічік, Шарой, Шубут, Чеберлой, Ічкерія).

## Початок
31 травня 1845 року війська під командуванням Воронцова виступили з фортеці Внєзапної на Дарго через Дагестан (Андійський хребет). З самого початку обставини складались несприятливо для експедиції: в горах пішов сніг і різко впала температура. В цих у мовах солдати вдень під кулями розчищали завали влаштовані горцями, а вночі несли караул без можливості розводити вогнища щоб не привертати увагу противника. Як наслідок у 2000 чоловік були відморожені ноги.
При відступі горці спалювали аули й забирали з собою населення.
Піднявшись на Андійський хребет, російські війська захопили 5 червня позиції горців на горі Анчімеєр, а 6 червня — на горі Зунумеєр. До середини червня після кровопролитних боїв були взяті аули Анді та Гоготль. Два тижні російські війська перебували на зайнятих позиціях, оскільки не могли створити необхідних запасів через постійні напади горців на транспорти з продовольством та боєприпасами.

## Наступ на Дарго
6 липня Воронцов відправив на столицю Імамату окремий загін з 10, 5 батальйонів піхоти, 3 стрілецьких рот, 4 сотень козаків, 16 гармат (загальною чисельністю 9,5 тисяч чоловік. Війська стали спускатись з Андійського хребта вузьким лісистим гребенем, який перетинали глибокі яруги. Останні 10 верст до аулу були перегороджені завалами з великих дерев, які на великій відстані одне від одного перекривали дорогу.

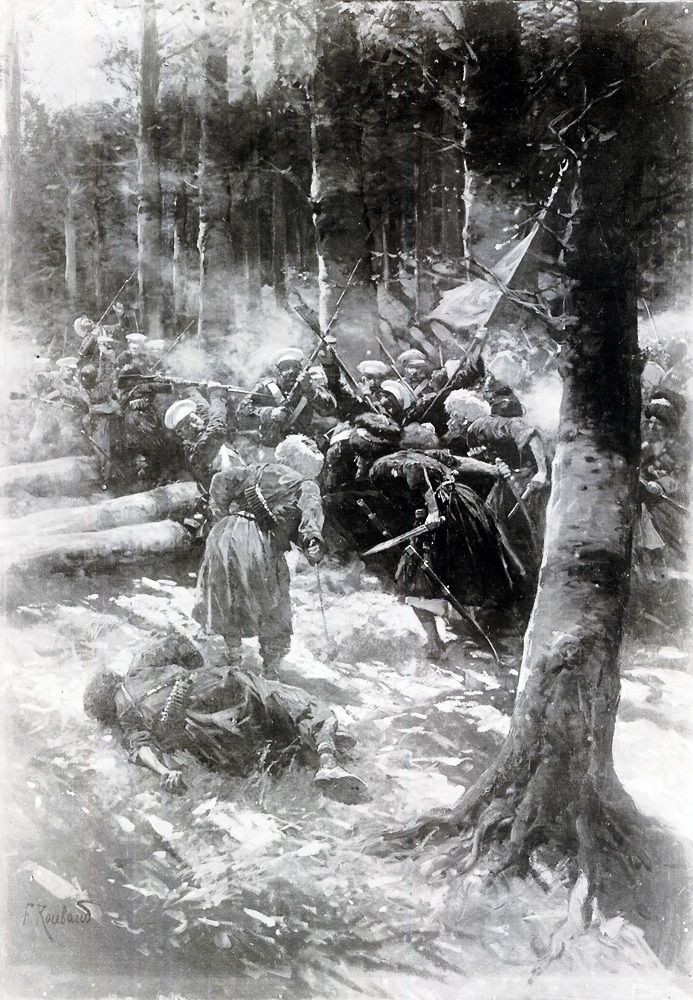
Сутичка на Кавказі. Військовий епізод Даргінського походу. Рубо Ф. 1895

Захопивши з великими втратами російські війська вийшли до Дарго в ранці 7 липня. Шаміль спалив аул і відступив на вкритий лісом лівий берег річки Аксай.

## Російські війська в Дарго
Передові частини російського війська розташувались табором перед Дарго, зайняли аул та висоти праворуч від нього. Увечері до авангарду приєднався головнокомандувач, що втратив 35 чоловік вбитими і 137 пораненими. На шляху до Дарго загинув генерал — майор Б. Б. Фок.
Зайнявши хутори сусіднього аулу Белгатой, Шаміль обстрілював табір російських військ. Ударом загону генерал -майора Лабинцева белгатойські хутори було спалено, горців відтіснено, але коли загін повернувся в табір горці знову зайняли лівий берег Аксаю.
Імам блокував табір російських військ, перетворивши Дарго на пастку. Граф Воронцов вирішив виступити до найближчого укріплення Герзель-Аул і очікував прибуття транспорту з провіантом.

### «Сухарна експедиція» 10— 11 липня
Побоюючись розгрому, 10 липня Воронцов відправив на зустріч транспорту раніше пройденим військами шляхом загін під командуванням генерал — лейтенанта Ф. К. Клюге фон Клугенау. У лісі загін був атакований горцями з усіх боків. Перестрілки та атаки тривали до сутінок, загін був змушений штурмувати відновлені завали. Колону було розрізано на декілька частин, а її арьєргард під командуванням генерала Вікторова практично повністю знищений (сам Вікторов загинув). Горці захопили три гірських гармати. Коли стало сутеніти передові частини колони з'єднались з транспортом. Вночі разом із загоном що супроводжував транспорт в Темір — Хан — Шуру було відправлено поранених.

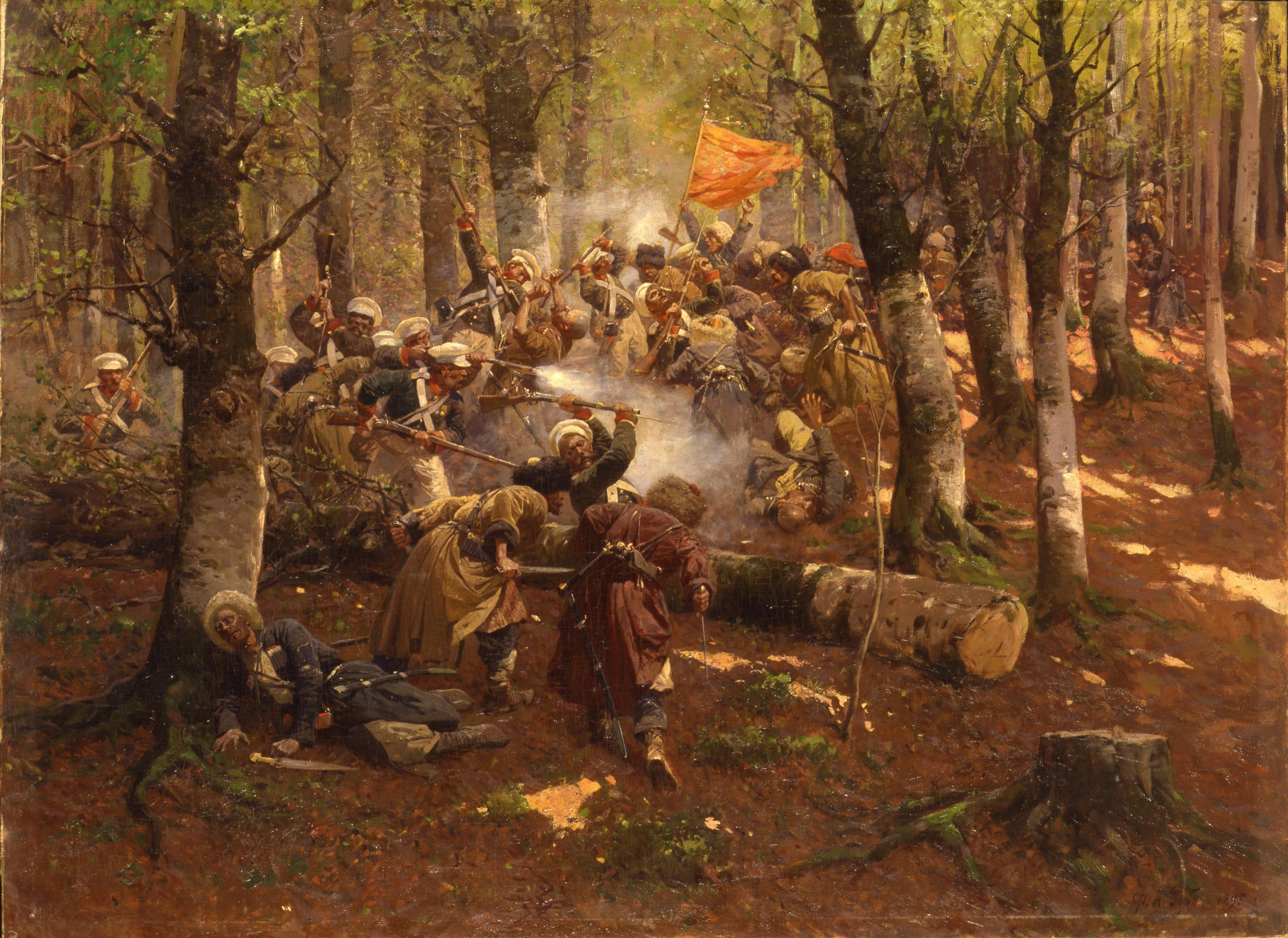
Даргінський похід (Сухарниця). Подвиг 3-го бат. Апшеронського полку. Рубо Ф. 1895

Вранці 11 липня загін відправився в Дарго. Авангард очолював генерал Пассек, арьєргардом командував полковник Ранжевський. В середині колони розташували обози: стрілецькі роти захищали їх справа та зліва. Увійшовши до лісу, колона потрапила під обстріл. Навантажений провіантом загін рухався повільно, а трупи загиблих коней і людей ще більше ускладнювали рух. Ведучи запеклі бої, загін знову штурмував відновлені завали, а горці йшли в атаку на середину колони і грабували в'юки з продовольством. Обоз охопила паніка: обозники та міліціонери змішувались у натовп з військами, що проривались в бік аулу. Завдяки відправленому підкріпленню загін повернувся в Дарго з великими втратами, загубивши більшу частину боєприпасів та провіанту. Генерал Пассек і полковник Ранжевський загинули, а Клугенау ледве залишився живим, втративши в бою все своє оточення. Ця операція отримала назву «сухарна експедиція», за 2 дні загін втратив понад 550 загиблими і близько 800 пораненими.

## Відступ російських військ з Дарго
З загоном у 5000 чоловік, з яких понад 700 були поранені, Воронцов відступив до Герзель- Аулу. Відступаючи через ліс, російське військо зазнавало обстрілів та атак горців, внаслідок чого продовжувало нести втрати. 14 липня під час одного з боїв ледь не загинув сам Воронцов, він був врятований ад'ютантами та солдатами. Відбиваючи атаки горців, російські війська під командуванням Воронцова наприкінці 18 липня біля урочища Міксіт з'єднались з загоном генерал-лейтенанта Р. К. Фрейтага (7, 5 піхотних батальйонів, 3 сотні козаків, 13 гармат) і 20 липня увійшли в Герзель-Аул.

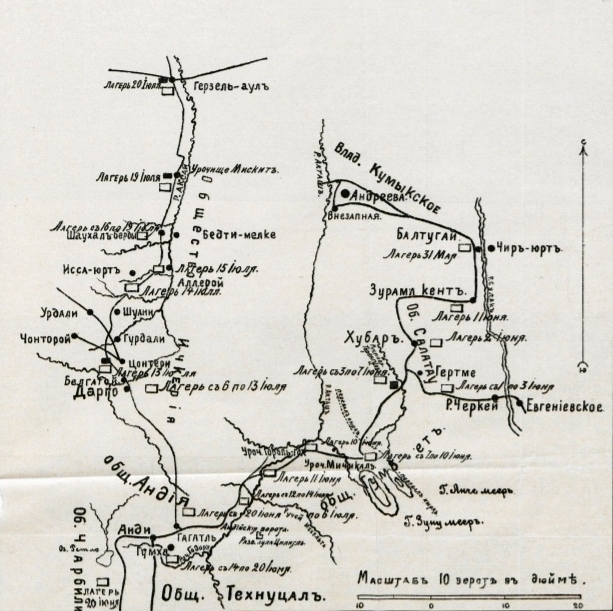
Схема дій Литовського полку в поході до аулу Дарго (1845).

## Втрати
Втрати російських військ склали 3510 чоловік загиблими і пораненими: серед них 3 генерали і 158 штаб-офіцерів. Історик М. М. Блієв стверджує, що російські війська втратили 3631 вбитими і близько 3000 пораненими.
Втрати армії Імамату невідомі, оскільки горці не вели письмового обліку втрат у боях за Дарго, однак відомо що в битві загинуло 4 наїба.

## Наслідки
Даргінська експедиція стала найбільшою поразкою російський військ у російсько-кавказькій війні. Захоплена зброя та боєприпаси поповнили арсенал горців, дозволяючи Шамілеві вести опір ще протягом тривалого часу.
Незважаючи на це, офіційно було оголошено що похід на Дарго досяг мети. Всі його учасники були нагороджені. Воронцов отримав титул князя, багато офіцерів отримали 2-3 нагороди, рядові що найбільше відзначились були нагороджені георгієвськими хрестами. Всім батальйони та підрозділи було нагороджено георгіївськими праорами, срібними ріжками та іншими відзнаками.
Провал Даргінської експедиції заставив російське командування припинити малоуспішні походи вглиб території противника і повернутись до системи фронтального просування — поступового витіснення противника та закріплення на підкореній території (вирубування лісів для вільного доступу до аулів, побудування нових укріплень та ін.).

## Видатні учасники

### Російська сторона
- полковник Арнольд Львович Зіссерман — історик.
- Барон Олександр Павлович Ніколаі — майбутній міністр просвіти Російської імперії.
- Граф Костянтин Костянтинович Бенкендорф — політичний діяч, дипломат.
- Граф Яків Петрович де Бальмен — український художник і письменник. Загинув.
- Принц Гессенський Александр Гессен — Дармштадтський.
- Князь Олександр Іванович Барятинський — майбутній намісник Кавказу.
- Князь Олександр Іванович Ґаґарін — генерал — лейтенант.
- Князь Василь Осипович Бебутов — російський воєначальник.
- Князь Олександр Михайлович Дондуков — Корсаков — російський політичний та військовий діяч.
- Граф Михайло Семенович Воронцов — намісник Кавказу. Головнокомандувач операції.
- Граф Федор Логгінович Ґейден — російський воєначальник.
- Барон Олександр Євстафійович Врангель — російський воєначальник.
- Барон Микола Іванович Дельвіг — генерал.
- Август Вільгельм фон Мерклін — генерал.
- Борис Борисович Фок (молодший) — генерал. Загинув.
- Франц Йосипович Клюге фон Клугенау — генерал-лейтенант.
- Карл Карлович Юнґерсон — генерал.
- Карл Олександрович Бельгард І- генерал.
- Костянтин Якович Беляєвський — генерал.
- Володимир Йосипович Гурко — генерал.
- Максим Максимович Ґротенґельм — генерал.
- Лев Львович Альбранд — генерал.
- Василь Олександрович Гейман -генерал.
- Діомид Васильович Пассек — генерал. Загинув.
- Володимир Михайлович Вікторов — генерал. Загинув.
- Роберт Карлович Фрейтаг - генерал-лейтенант
- Іван Михайлович Лабинцев — генерал.
- Олександр Михайлович Лідерс — генерал.
- Емілій -Карл Людвігович Сайн-Вітгейнштейн- Берлебург — генерал.
- Костянтин Петрович фон Кауфман — генерал.
- Павло Іванович Кемферт — генерал.
- Микола Іванович Меллер - Закомельський — генерал.
- Василь Миколайович Кочетков — «солдат трьох імператорів».

### Сторона Імамату
- Талхіг Шалінський — чеченський воєначальник, мудір (генерал — губернатор), начальник артилерії Імамату.
- Суаіб - Мулла Ерсеноєвський — наїб. Загинув.
- Іса Ґендерґеноєвський — наїб Малої та Великої Чечні.
- Муса Ґендерґеноєвський — чеченський воєначальник.
- Амерхан Хатат — чеченський полководець, наїб Дарго.
- Батуко Шатоєвський — чеченський воєначальник, наїб Шатоя.
- Іділь Веденський — чеченський полководець, наїб Ічкерії.
- Лабазан (Рамадан) Андійський — дагестанський воєначальник, наїб Андії.

## Пам'ять
Після завершення російсько-кавказької війни в аулі Дарго було встановлено пам'ятник полеглим солдатам Курінського та Кабардинського полків, який під час жовтневих подій 1917 року було зруйновано.
13 липня 1994 року у Вєдєнському районі Чечні в пам'ять про битву при Дарго на однойменному пагорбі було поставлено стелу.

## Даргінська експедиція у мистецтві
Художник-баталіст Франц Рубо написав серію картин «Храму Слави» в Тіфлісі присвячені Даргінському походу.
Пісня Кабардинського 80 — піхотного полку присвячена подіям при Дарго — «На взятие Дарго (1845 года)».
Тарас Шевченко присвятив поему «Кавказ» своєму другу Якову де Бальмену, що загинув у боях під Дарго в липні 1845 року.